# Jong PSV in het seizoen 2018/19
Het seizoen 2018/19 is het zesde seizoen dat Jong PSV, het tweede elftal van de club PSV, uitkomt in de Eerste divisie. 
Jong PSV heeft net als de andere beloftenelftallen, Jong Ajax, Jong FC Utrecht en Jong AZ, niet de mogelijkheid om te promoveren of om deel te nemen aan de nacompetitie. Wel kunnen ze kampioen worden. De selectie en de spelers die de beloftenelftallen in de Eerste divisie mogen opstellen, zijn gebonden aan een aantal door de KNVB bepaalde restricties. Zo mogen spelers van de club die in het seizoen niet meer dan vijftien keer zijn uitgekomen voor het eerste elftal, ook uitkomen voor het beloftenteam.

## Selectie 2018/2019
| Nat.                | Naam                    | Geb.datum  | Positie | Eerste divisie | Eerste divisie | Eerste divisie | Eerste divisie | Contract | Vorige club       | Debuut (sinds deelname Eerste divisie) |         |         |         |         |         |         |         |         |
| Nat.                | Naam                    | Geb.datum  | Positie | W              |                |                |                | Contract | Vorige club       | Debuut (sinds deelname Eerste divisie) |         |         |         |         |         |         |         |         |
| Keepers             | Keepers                 | Keepers    | Keepers | Keepers        | Keepers        | Keepers        | Keepers        | Keepers  | Keepers           | Keepers                                | Keepers | Keepers | Keepers | Keepers | Keepers | Keepers | Keepers | Keepers |
| ------------------- | ----------------------- | ---------- | ------- | -------------- | -------------- | -------------- | -------------- | -------- | ----------------- | -------------------------------------- | ------- | ------- | ------- | ------- | ------- | ------- | ------- | ------- |
| Vlag van Nederland  | Mike van de Meulenhof   | 11-05-1999 | DM      | 4              | 0              | 0              | 0              | 2020     | Jeugdopleiding    | 12 januari 2018                        |         |         |         |         |         |         |         |         |
| Vlag van Nederland  | Yanick van Osch*        | 24-09-1997 | DM      | 13             | 0              | 0              | 0              | 2020     | Jeugdopleiding    | 2 oktober 2015                         |         |         |         |         |         |         |         |         |
| Vlag van Nederland  | Youri Roulaux           | 19-05-1999 | DM      | 0              | 0              | 0              | 0              | 2019     | Jeugdopleiding    | 6 oktober 2017                         |         |         |         |         |         |         |         |         |
| Verdedigers         |                         |            |         |                |                |                |                |          |                   |                                        |         |         |         |         |         |         |         |         |
| Vlag van Nederland  | Dirk Abels              | 13-06-1997 | RV      | 13             | 1              | 3              | 0              | 2019     | Jeugdopleiding    | 9 augustus 2014                        |         |         |         |         |         |         |         |         |
| Vlag van Hongarije  | Bertalan Kun            | 06-05-1999 | LV/CM   | 14             | 0              | 5              | 1              | 2019     | Jeugdopleiding    | 6 november 2016                        |         |         |         |         |         |         |         |         |
| Vlag van Nederland  | Armando Obispo*         | 05-03-1999 | CV      | 8              | 0              | 1              | 0              | 2021     | Jeugdopleiding    | 16 september 2016                      |         |         |         |         |         |         |         |         |
| Vlag van Frankrijk  | Maxime Soulas           | 19-04-1999 | CV      | 15             | 0              | 3              | 0              | 2020     | Montpellier HSC   | 1 september 2017                       |         |         |         |         |         |         |         |         |
| Vlag van Nederland  | Jordan Teze             | 30-09-1999 | CV/LV   | 11             | 2              | 3              | 0              | 2021     | Jeugdopleiding    | 20 oktober 2017                        |         |         |         |         |         |         |         |         |
| Vlag van Nederland  | Steven Theunissen       | 04-05-1999 | CV/LV   | 9              | 0              | 1              | 0              | 2021     | Jeugdopleiding    | 6 oktober 2017                         |         |         |         |         |         |         |         |         |
| Vlag van Nederland  | Baggio Wallenburg       | 30-03-1999 | RV      | 8              | 0              | 1              | 0              | 2020     | Jeugdopleiding    | 23 maart 2018                          |         |         |         |         |         |         |         |         |
| Middenvelders       |                         |            |         |                |                |                |                |          |                   |                                        |         |         |         |         |         |         |         |         |
| Vlag van Nederland  | Laros Duarte            | 28-02-1997 | CM      | 17             | 0              | 1              | 0              | 2020     | Jeugdopleiding    | 2 oktober 2015                         |         |         |         |         |         |         |         |         |
| Vlag van Duitsland  | Marlon Frey             | 24-03-1996 | CVM     | 12             | 0              | 0              | 0              | 2019     | Bayer Leverkusen  | 7 september 2018                       |         |         |         |         |         |         |         |         |
| Vlag van Nederland  | Jaëll Hattu             | 15-02-1998 | CM      | 5              | 0              | 0              | 0              | 2019     | Jeugdopleiding    | 12 januari 2018                        |         |         |         |         |         |         |         |         |
| Vlag van Nederland  | Justin Lonwijk          | 21-12-1999 | CM      | 0              | 0              | 0              | 0              | 2019     | Jeugdopleiding    | 13 januari 2017                        |         |         |         |         |         |         |         |         |
| Vlag van Zweden     | Ramon Pascal Lundqvist* | 10-05-1997 | CM      | 14             | 6              | 0              | 0              | 2019     | Jeugdopleiding    | 29 augustus 2015                       |         |         |         |         |         |         |         |         |
| Vlag van Brazilië   | Mauro Júnior*           | 06-05-1999 | CAM     | 2              | 1              | 0              | 0              | 2022     | Desportivo Brasil | 21 augustus 2017                       |         |         |         |         |         |         |         |         |
| Vlag van Nederland  | Bart Ramselaar*         | 29-06-1996 | CM/CV   | 3              | 3              | 0              | 0              | 2021     | FC Utrecht        | 14 september 2018                      |         |         |         |         |         |         |         |         |
| Vlag van België     | Dante Rigo*             | 11-12-1998 | CM      | 7              | 1              | 0              | 0              | 2019     | Jeugdopleiding    | 12 augustus 2016                       |         |         |         |         |         |         |         |         |
| Vlag van Tsjechië   | Michal Sadílek          | 31-05-1999 | CM      | 4              | 0              | 1              | 0              | 2020     | 1. FC Slovácko    | 4 november 2016                        |         |         |         |         |         |         |         |         |
| Vlag van Nederland  | Robin Schoonbrood       | 29-05-1999 | CM      | 9              | 0              | 0              | 0              | 2019     | Jeugdopleiding    | 7 september 2018                       |         |         |         |         |         |         |         |         |
| Aanvallers          |                         |            |         |                |                |                |                |          |                   |                                        |         |         |         |         |         |         |         |         |
| Vlag van Nederland  | Zakaria Aboukhlal       | 18-02-2000 | LS/RS   | 7              | 1              | 0              | 0              | 2020     | Jeugdopleiding    | 17 augustus 2018                       |         |         |         |         |         |         |         |         |
| Vlag van Nederland  | Amar Ćatić              | 21-01-1999 | LS/RS   | 9              | 0              | 0              | 0              | 2020     | Jeugdopleiding    | 24 augustus 2018                       |         |         |         |         |         |         |         |         |
| Vlag van België     | Lennerd Daneels         | 10-04-1998 | LS/RS   | 11             | 1              | 2              | 1              | 2019     | Jeugdopleiding    | 25 augustus 2017                       |         |         |         |         |         |         |         |         |
| Vlag van Nederland  | Cody Gakpo              | 07-05-1999 | LS      | 9              | 8              | 1              | 0              | 2022     | Jeugdopleiding    | 4 november 2016                        |         |         |         |         |         |         |         |         |
| Vlag van Nederland  | Donyell Malen*          | 19-01-1999 | LS/RS   | 0              | 0              | 0              | 0              | 2020     | Arsenal           | 8 september 2017                       |         |         |         |         |         |         |         |         |
| Vlag van Nederland  | Joël Piroe              | 02-08-1999 | CS      | 11             | 4              | 1              | 0              | 2019     | Jeugdopleiding    | 2 december 2016                        |         |         |         |         |         |         |         |         |
| Vlag van Argentinië | Maximiliano Romero*     | 09-01-1999 | CS      | 7              | 3              | 0              | 0              | 2023     | Vélez Sarsfield   | 17 augustus 2018                       |         |         |         |         |         |         |         |         |
| Vlag van België     | Matthias Verreth        | 20-02-1998 | RS      | 14             | 4              | 2              | 0              | 2019     | Jeugdopleiding    | 26 februari 2016                       |         |         |         |         |         |         |         |         |

Spelers met een * zijn ook lid van de A-selectie.
- Bijgewerkt t/m 10 december 2018

## Transfers 2018/19
Aangetrokken
|                    | Naam         | Positie      | Nieuwe club      | Land         | Per              | Transfersom  |
|                    | Transfervrij | Transfervrij | Transfervrij     | Transfervrij | Transfervrij     | Transfervrij |
| ------------------ | ------------ | ------------ | ---------------- | ------------ | ---------------- | ------------ |
| Vlag van Duitsland | Marlon Frey  | Middenvelder | Bayer Leverkusen | Duitsland    | 28 augustus 2018 | n.v.t.       |

Vertrokken
|                     | Naam               | Positie      | Nieuwe club            | Land       | Per              | Transfersom   |
|                     | Transfers          | Transfers    | Transfers              | Transfers  | Transfers        | Transfers     |
| ------------------- | ------------------ | ------------ | ---------------------- | ---------- | ---------------- | ------------- |
| Vlag van IJsland    | Albert Guðmundsson | Aanvaller    | AZ                     | Nederland  | 14 augustus 2018 | € 1.800.000,- |
|                     | Transfervrij       |              |                        |            |                  |               |
| Vlag van Nederland  | Jurich Carolina    | Verdediger   | NAC Breda              | Nederland  | 1 juli 2018      | n.v.t.        |
| /                   | Gökhan Kardes      | Verdediger   | KFCO Beerschot Wilrijk | België     | 1 juli 2018      | n.v.t.        |
| Vlag van Nederland  | Joey Konings       | Aanvaller    | Heracles Almelo        | Nederland  | 1 juli 2018      | n.v.t.        |
| Vlag van Nederland  | Dani van der Moot  | Middenvelder | n.n.b.                 | n.n.b.     | 1 juli 2018      | n.v.t.        |
| Vlag van België     | Philippe Rommens   | Middenvelder | TOP Oss                | Nederland  | 1 juli 2018      | n.v.t.        |
| Vlag van Oostenrijk | Marcel Ritzmaier   | Middenvelder | Wolfsberger            | Oostenrijk | 1 juli 2018      | n.v.t.        |
| Vlag van Nederland  | Bram van Vlerken   | Verdediger   | Almere City            | Nederland  | 1 juli 2018      | n.v.t.        |
|                     | Verhuurd           |              |                        |            |                  |               |
| Vlag van Nederland  | Hidde Jurjus       | Doelman      | De Graafschap          | Nederland  | 1 juli 2018      | n.v.t.        |
| Vlag van Nederland  | Luuk Koopmans      | Doelman      | MVV                    | Nederland  | 1 juli 2018      | n.v.t.        |
| Vlag van Nederland  | Sam Lammers        | Aanvaller    | SC Heerenveen          | Nederland  | 1 juli 2018      | n.v.t.        |
| Vlag van Denemarken | Nikolai Laursen    | Aanvaller    | Brøndby                | Denemarken | 27 juli 2018     | n.v.t.        |

## Eerste divisie
| Speelronde 1: 17 augustus 2018, 20:00 uur                        | Jong PSV               | 2 - 1 (1 - 1) | FC Eindhoven      | Opstelling Jong PSV | Opstelling FC Eindhoven |  |
| Stadion: De Herdgang, Eindhoven Toeschouwers: 1.523 Clay Ruperti | Verreth 45+1' Teze 57' |               | 7' Van der Heyden | Van Osch, Teze (Piroe '61), Soulas, Theunissen, Abels , Lundqvist, Sadílek, Duarte, Aboukhlal (Kun '88), Romero, Verreth | Swinkels, Seedorf, Loof, Van der Heyden , Ekangamene, Daniels, Van den Boomen , Idzes, Essikal , Carlone (De Rooij '85), Kabangu |  |
| Stadion: De Herdgang, Eindhoven Toeschouwers: 1.523 Clay Ruperti |                        |               |                   | Van Osch, Teze (Piroe '61), Soulas, Theunissen, Abels , Lundqvist, Sadílek, Duarte, Aboukhlal (Kun '88), Romero, Verreth | Swinkels, Seedorf, Loof, Van der Heyden , Ekangamene, Daniels, Van den Boomen , Idzes, Essikal , Carlone (De Rooij '85), Kabangu |  |
| Stadion: De Herdgang, Eindhoven Toeschouwers: 1.523 Clay Ruperti |                        |               |                   | Van Osch, Teze (Piroe '61), Soulas, Theunissen, Abels , Lundqvist, Sadílek, Duarte, Aboukhlal (Kun '88), Romero, Verreth | Swinkels, Seedorf, Loof, Van der Heyden , Ekangamene, Daniels, Van den Boomen , Idzes, Essikal , Carlone (De Rooij '85), Kabangu |  |
|                                                                  |                        |               |                   | | |  |

| Speelronde 2: 24 augustus 2018, 20:00 uur                         | TOP Oss                               | 4 - 1 (2 - 1) | Jong PSV             | Opstelling TOP Oss | Opstelling Jong PSV |  |
| Stadion: Frans Heesen Stadion, Oss Toeschouwers: 2.431 Edgar Bijl | Nieveld 12' Doğan 13', 54' Smeets 73' |               | 31' (pen.) Lundqvist | Olij , Janssen, Piqué, Van der Sluys , Fleuren, Smeets (Rommens '84), Stuy van den Herik , Kaak , Oratmangoen (Ladan '86), Doğan (N'Koyi '90), Nieveld | Van Osch, Abels, Soulas , Obispo , Theunissen (Kun '73), Duarte, Lundqvist, Verreth, Aboukhlal (Ćatić '85), Piroe, Gakpo (Daneels '59) |  |
| Stadion: Frans Heesen Stadion, Oss Toeschouwers: 2.431 Edgar Bijl |                                       |               |                      | Olij , Janssen, Piqué, Van der Sluys , Fleuren, Smeets (Rommens '84), Stuy van den Herik , Kaak , Oratmangoen (Ladan '86), Doğan (N'Koyi '90), Nieveld | Van Osch, Abels, Soulas , Obispo , Theunissen (Kun '73), Duarte, Lundqvist, Verreth, Aboukhlal (Ćatić '85), Piroe, Gakpo (Daneels '59) |  |
| Stadion: Frans Heesen Stadion, Oss Toeschouwers: 2.431 Edgar Bijl |                                       |               |                      | Olij , Janssen, Piqué, Van der Sluys , Fleuren, Smeets (Rommens '84), Stuy van den Herik , Kaak , Oratmangoen (Ladan '86), Doğan (N'Koyi '90), Nieveld | Van Osch, Abels, Soulas , Obispo , Theunissen (Kun '73), Duarte, Lundqvist, Verreth, Aboukhlal (Ćatić '85), Piroe, Gakpo (Daneels '59) |  |
|                                                                   |                                       |               |                      | | |  |

| Speelronde 3: 31 augustus 2018, 20:00 uur                        | Jong PSV  | 1 - 1 (0 - 0) | Helmond Sport   | Opstelling Jong PSV | Opstelling Helmond Sport |  |
| Stadion: De Herdgang, Eindhoven Toeschouwers: 472 Marc Nagtegaal | Abels 82' |               | 90+4' Verkennis | Van Osch, Abels, Soulas, Obispo , Kun, Lundqvist, Piroe, Sadílek (Hattu '62), Aboukhlal (Ćatić '74), Romero (Duarte '49), Gakpo | van Gassel, Fecunda (Verkennis '36 ), Edwards, De Louw, Poelmans, Swinnen , Wesdorp (De Braal '80), Brusselers , Zeldenrust, Naudts, Snepvangers (Sprangers '60) |  |
| Stadion: De Herdgang, Eindhoven Toeschouwers: 472 Marc Nagtegaal |           |               |                 | Van Osch, Abels, Soulas, Obispo , Kun, Lundqvist, Piroe, Sadílek (Hattu '62), Aboukhlal (Ćatić '74), Romero (Duarte '49), Gakpo | van Gassel, Fecunda (Verkennis '36 ), Edwards, De Louw, Poelmans, Swinnen , Wesdorp (De Braal '80), Brusselers , Zeldenrust, Naudts, Snepvangers (Sprangers '60) |  |
| Stadion: De Herdgang, Eindhoven Toeschouwers: 472 Marc Nagtegaal |           |               |                 | Van Osch, Abels, Soulas, Obispo , Kun, Lundqvist, Piroe, Sadílek (Hattu '62), Aboukhlal (Ćatić '74), Romero (Duarte '49), Gakpo | van Gassel, Fecunda (Verkennis '36 ), Edwards, De Louw, Poelmans, Swinnen , Wesdorp (De Braal '80), Brusselers , Zeldenrust, Naudts, Snepvangers (Sprangers '60) |  |
|                                                                  |           |               |                 | | |  |

| Speelronde 4: 7 september 2018, 20:00 uur                                         | Jong FC Utrecht                            | 3 - 2 (1 - 1) | Jong PSV                  | Opstelling Jong FC Utrecht | Opstelling Jong PSV |  |
| Stadion: Sportcomplex Zoudenbalch, Utrecht Toeschouwers: 342 Jannick van der Laan | Hilterman 23' Venema 56', 90+3' Smeets 73' |               | 29' Lundqvist 71' Verreth | Nijhuis, El Yaakoubi (Mokono '76), Van der Velden, Hoogenhout, Çulhacı, Brinkman, Van Rooijen (Sow '81), El Azrak (Pattynama '70), Mulder, Venema, Hilterman | Van de Meulenhof, Hattu (Wallenburg '76), Abels , Soulas, Kun (Theunissen '68), Duarte, Lundqvist, Frey (Schoonbrood '64), Ćatić, Verreth, Daneels |  |
| Stadion: Sportcomplex Zoudenbalch, Utrecht Toeschouwers: 342 Jannick van der Laan |                                            |               |                           | Nijhuis, El Yaakoubi (Mokono '76), Van der Velden, Hoogenhout, Çulhacı, Brinkman, Van Rooijen (Sow '81), El Azrak (Pattynama '70), Mulder, Venema, Hilterman | Van de Meulenhof, Hattu (Wallenburg '76), Abels , Soulas, Kun (Theunissen '68), Duarte, Lundqvist, Frey (Schoonbrood '64), Ćatić, Verreth, Daneels |  |
| Stadion: Sportcomplex Zoudenbalch, Utrecht Toeschouwers: 342 Jannick van der Laan |                                            |               |                           | Nijhuis, El Yaakoubi (Mokono '76), Van der Velden, Hoogenhout, Çulhacı, Brinkman, Van Rooijen (Sow '81), El Azrak (Pattynama '70), Mulder, Venema, Hilterman | Van de Meulenhof, Hattu (Wallenburg '76), Abels , Soulas, Kun (Theunissen '68), Duarte, Lundqvist, Frey (Schoonbrood '64), Ćatić, Verreth, Daneels |  |
|                                                                                   |                                            |               |                           | | |  |

| Speelronde 5: 14 september 2018, 20:00 uur                                   | N.E.C.                                 | 4 - 4 (2 - 2) | Jong PSV                                     | Opstelling N.E.C. | Opstelling Jong PSV |  |
| Stadion: Goffertstadion, Nijmegen Toeschouwers: 9.102 Martin van den Kerkhof | Braken 10', 39' Romeny 85' Kvída 90+3' |               | 45+3' Verreth 45+5' Piroe 73', 81' Ramselaar | Alblas, Lartey-Sanniez, Van Eijden , Bossaerts, Labylle, Overtoom, Achahbar, Van den Berg , Okita (Romeny '45+1), Braken, Darri (Kvída '80) | Van Osch, Abels, Soulas, Obispo , Theunissen , Duarte, Lundqvist, Ramselaar (Daneels '86 ), Aboukhlal (Verreth '28), Piroe, Gakpo (Frey '63) |  |
| Stadion: Goffertstadion, Nijmegen Toeschouwers: 9.102 Martin van den Kerkhof |                                        |               |                                              | Alblas, Lartey-Sanniez, Van Eijden , Bossaerts, Labylle, Overtoom, Achahbar, Van den Berg , Okita (Romeny '45+1), Braken, Darri (Kvída '80) | Van Osch, Abels, Soulas, Obispo , Theunissen , Duarte, Lundqvist, Ramselaar (Daneels '86 ), Aboukhlal (Verreth '28), Piroe, Gakpo (Frey '63) |  |
| Stadion: Goffertstadion, Nijmegen Toeschouwers: 9.102 Martin van den Kerkhof |                                        |               |                                              | Alblas, Lartey-Sanniez, Van Eijden , Bossaerts, Labylle, Overtoom, Achahbar, Van den Berg , Okita (Romeny '45+1), Braken, Darri (Kvída '80) | Van Osch, Abels, Soulas, Obispo , Theunissen , Duarte, Lundqvist, Ramselaar (Daneels '86 ), Aboukhlal (Verreth '28), Piroe, Gakpo (Frey '63) |  |
|                                                                              |                                        |               |                                              | | |  |

| Speelronde 6: 21 september 2018, 20:00 uur                    | Jong PSV  | 1 - 0 (0 - 0) | FC Volendam | Opstelling Jong PSV | Opstelling FC Volendam |  |
| Stadion: De Herdgang, Eindhoven Toeschouwers: 418 Stan Teuben | Gakpo 53' |               |             | Van Osch, Teze, Soulas, Abels , Theunissen (Kun '46), Sadílek, Mauro Júnior (Schoonbrood '61), Duarte, Verreth, Piroe (Frey '78), Gakpo | Van Stappershoef (Michealis '46), Schouten, Tol , Bäly , Betti, Doodeman, Visser , Plat (Kaars '82), Peters (Berenstein '61), Runderkamp, Ten Den |  |
| Stadion: De Herdgang, Eindhoven Toeschouwers: 418 Stan Teuben |           |               |             | Van Osch, Teze, Soulas, Abels , Theunissen (Kun '46), Sadílek, Mauro Júnior (Schoonbrood '61), Duarte, Verreth, Piroe (Frey '78), Gakpo | Van Stappershoef (Michealis '46), Schouten, Tol , Bäly , Betti, Doodeman, Visser , Plat (Kaars '82), Peters (Berenstein '61), Runderkamp, Ten Den |  |
| Stadion: De Herdgang, Eindhoven Toeschouwers: 418 Stan Teuben |           |               |             | Van Osch, Teze, Soulas, Abels , Theunissen (Kun '46), Sadílek, Mauro Júnior (Schoonbrood '61), Duarte, Verreth, Piroe (Frey '78), Gakpo | Van Stappershoef (Michealis '46), Schouten, Tol , Bäly , Betti, Doodeman, Visser , Plat (Kaars '82), Peters (Berenstein '61), Runderkamp, Ten Den |  |
|                                                               |           |               |             | | |  |

| Speelronde 7: 30 september 2018, 20:00 uur                               | FC Twente                          | 2 - 1 (0 - 1) | Jong PSV | Opstelling FC Twente | Opstelling Jong PSV |  |
| Stadion: De Grolsch Veste, Enschede Toeschouwers: 25.300 Allard Lindhout | Boere 62' (pen.) Cantalapiedra 86' |               | 7' Rigo  | Drommel, Ramos (Van der Lely '89), González, Bijen, Ricardinho , Van der Heyden (Zekhnini '46), Smith , Hölscher , Cantalapiedra, Boere (Oosterwijk '72), Espinosa | Van Osch, Teze , Abels , Obispo (Soulas '62), Kun (Wallenburg '64), Rigo, Lundqvist, Duarte , Verreth, Piroe (Frey '51), Gakpo |  |
| Stadion: De Grolsch Veste, Enschede Toeschouwers: 25.300 Allard Lindhout |                                    |               |          | Drommel, Ramos (Van der Lely '89), González, Bijen, Ricardinho , Van der Heyden (Zekhnini '46), Smith , Hölscher , Cantalapiedra, Boere (Oosterwijk '72), Espinosa | Van Osch, Teze , Abels , Obispo (Soulas '62), Kun (Wallenburg '64), Rigo, Lundqvist, Duarte , Verreth, Piroe (Frey '51), Gakpo |  |
| Stadion: De Grolsch Veste, Enschede Toeschouwers: 25.300 Allard Lindhout |                                    |               |          | Drommel, Ramos (Van der Lely '89), González, Bijen, Ricardinho , Van der Heyden (Zekhnini '46), Smith , Hölscher , Cantalapiedra, Boere (Oosterwijk '72), Espinosa | Van Osch, Teze , Abels , Obispo (Soulas '62), Kun (Wallenburg '64), Rigo, Lundqvist, Duarte , Verreth, Piroe (Frey '51), Gakpo |  |
|                                                                          |                                    |               |          | | |  |

| Speelronde 8: 5 oktober 2018, 20:00 uur                                         | Roda JC                | 2 - 3 (2 - 1) | Jong PSV                                   | Opstelling Roda JC | Opstelling Jong PSV |  |
| Stadion: Parkstad Limburg Stadion, Kerkrade Toeschouwers: 7.002 Laurens Gerrets | Engels 10' (pen.), 23' |               | 43' Mauro Júnior 62' Verreth 76' Lundqvist | Muyters, Dijkhuizen (Schlösser '77), Werker , Jensen, Vansteenkiste, Paulissen , Gnjatić , Milts , Van Velzen (El Makrini '65 ), Simakala (Väyrynen '46), Engels | Van Osch, Teze , Soulas , Abels , Kun (Wallenburg '85), Rigo, Lundqvist (Schoonbrood '90), Duarte, Daneels , Verreth, Mauro Júnior (Frey '61) |  |
| Stadion: Parkstad Limburg Stadion, Kerkrade Toeschouwers: 7.002 Laurens Gerrets |                        |               |                                            | Muyters, Dijkhuizen (Schlösser '77), Werker , Jensen, Vansteenkiste, Paulissen , Gnjatić , Milts , Van Velzen (El Makrini '65 ), Simakala (Väyrynen '46), Engels | Van Osch, Teze , Soulas , Abels , Kun (Wallenburg '85), Rigo, Lundqvist (Schoonbrood '90), Duarte, Daneels , Verreth, Mauro Júnior (Frey '61) |  |
| Stadion: Parkstad Limburg Stadion, Kerkrade Toeschouwers: 7.002 Laurens Gerrets |                        |               |                                            | Muyters, Dijkhuizen (Schlösser '77), Werker , Jensen, Vansteenkiste, Paulissen , Gnjatić , Milts , Van Velzen (El Makrini '65 ), Simakala (Väyrynen '46), Engels | Van Osch, Teze , Soulas , Abels , Kun (Wallenburg '85), Rigo, Lundqvist (Schoonbrood '90), Duarte, Daneels , Verreth, Mauro Júnior (Frey '61) |  |
|                                                                                 |                        |               |                                            | | |  |

| Speelronde 9: 15 oktober 2018, 20:00 uur                                 | Jong PSV                       | 2 - 1 (1 - 1) | Jong Ajax     | Opstelling Jong PSV | Opstelling Jong Ajax |  |
| Stadion: De Herdgang, Eindhoven Toeschouwers: 1.923 Jannick van der Laan | Lundqvist 19' (pen.) Piroe 49' |               | 16' Bijleveld | Van de Meulenhof, Wallenburg, Soulas , Abels , Kun, Rigo, Lundqvist (Frey '40), Duarte, Ćatić (Schoonbrood '78), Piroe (Hattu '90+3), Verreth | Kotarski, Dest (Aberkane '82), Solomons, Kemper, Bakker, Ter Heide (Taylor '70), Bijleveld , Timber, Thethani (Brobbey ' 59 ), Pereira, Černý |  |
| Stadion: De Herdgang, Eindhoven Toeschouwers: 1.923 Jannick van der Laan |                                |               |               | Van de Meulenhof, Wallenburg, Soulas , Abels , Kun, Rigo, Lundqvist (Frey '40), Duarte, Ćatić (Schoonbrood '78), Piroe (Hattu '90+3), Verreth | Kotarski, Dest (Aberkane '82), Solomons, Kemper, Bakker, Ter Heide (Taylor '70), Bijleveld , Timber, Thethani (Brobbey ' 59 ), Pereira, Černý |  |
| Stadion: De Herdgang, Eindhoven Toeschouwers: 1.923 Jannick van der Laan |                                |               |               | Van de Meulenhof, Wallenburg, Soulas , Abels , Kun, Rigo, Lundqvist (Frey '40), Duarte, Ćatić (Schoonbrood '78), Piroe (Hattu '90+3), Verreth | Kotarski, Dest (Aberkane '82), Solomons, Kemper, Bakker, Ter Heide (Taylor '70), Bijleveld , Timber, Thethani (Brobbey ' 59 ), Pereira, Černý |  |
|                                                                          |                                |               |               | | |  |

| Speelronde 10: 19 oktober 2018, 20:00 uur                     | MVV                | 2 - 2 (1 - 1) | Jong PSV           | Opstelling MVV | Opstelling Jong PSV |  |
| Stadion: De Geusselt, Maastricht Toeschouwers: 4.129 Alex Bos | Schroijen 36', 90' |               | 28' Gakpo 52' Teze | Koopmans, Moustafa, Martina, Mares (Abubakar '63), Lavalée, Nys, Ippel , Deom (Gölpek '71), Houben (Kostons '85), Van den Hurk, Schroijen | Van Osch, Teze, Abels , Obispo , Kun , Rigo, Lundqvist, Duarte (Frey '46), Verreth, Romero (Piroe '90), Gakpo (Daneels '77) |  |
| Stadion: De Geusselt, Maastricht Toeschouwers: 4.129 Alex Bos |                    |               |                    | Koopmans, Moustafa, Martina, Mares (Abubakar '63), Lavalée, Nys, Ippel , Deom (Gölpek '71), Houben (Kostons '85), Van den Hurk, Schroijen | Van Osch, Teze, Abels , Obispo , Kun , Rigo, Lundqvist, Duarte (Frey '46), Verreth, Romero (Piroe '90), Gakpo (Daneels '77) |  |
| Stadion: De Geusselt, Maastricht Toeschouwers: 4.129 Alex Bos |                    |               |                    | Koopmans, Moustafa, Martina, Mares (Abubakar '63), Lavalée, Nys, Ippel , Deom (Gölpek '71), Houben (Kostons '85), Van den Hurk, Schroijen | Van Osch, Teze, Abels , Obispo , Kun , Rigo, Lundqvist, Duarte (Frey '46), Verreth, Romero (Piroe '90), Gakpo (Daneels '77) |  |
|                                                               |                    |               |                    | | |  |

| Speelronde 11: 26 oktober 2018, 20:00 uur                      | Jong PSV              | 2 - 2 (2 - 0) | FC Dordrecht            | Opstelling Jong PSV | Opstelling FC Dordrecht |  |
| Stadion: De Herdgang, Eindhoven Toeschouwers: 357 Clay Ruperti | Daneels 8' Romero 34' |               | 67' Cijntje 70' Zamouri | Van Osch, Teze, Soulas, Abels , Theunissen, Rigo (Wallenburg '82), Frey, Duarte, Schoonbrood, Romero (Ćatić '61), Daneels (Hattu '61) | Janssen, Stankov , Montsma , Breedijk, Peijnenburg, Ormonde-Ottewil, Kok, Timmermans (Schets '63), Smith, Cijntje (Haydary '82), Zamouri |  |
| Stadion: De Herdgang, Eindhoven Toeschouwers: 357 Clay Ruperti |                       |               |                         | Van Osch, Teze, Soulas, Abels , Theunissen, Rigo (Wallenburg '82), Frey, Duarte, Schoonbrood, Romero (Ćatić '61), Daneels (Hattu '61) | Janssen, Stankov , Montsma , Breedijk, Peijnenburg, Ormonde-Ottewil, Kok, Timmermans (Schets '63), Smith, Cijntje (Haydary '82), Zamouri |  |
| Stadion: De Herdgang, Eindhoven Toeschouwers: 357 Clay Ruperti |                       |               |                         | Van Osch, Teze, Soulas, Abels , Theunissen, Rigo (Wallenburg '82), Frey, Duarte, Schoonbrood, Romero (Ćatić '61), Daneels (Hattu '61) | Janssen, Stankov , Montsma , Breedijk, Peijnenburg, Ormonde-Ottewil, Kok, Timmermans (Schets '63), Smith, Cijntje (Haydary '82), Zamouri |  |
|                                                                |                       |               |                         | | |  |

| Speelronde 12: 5 november 2018, 20:00 uur                                | Jong PSV | 0 - 1 (0 - 0) | FC Den Bosch | Opstelling Jong PSV | Opstelling FC Den Bosch |  |
| Stadion: Jan Louwers Stadion, Eindhoven Toeschouwers: 493 Luca Cantineau |          |               | 81' Velkov   | Van de Meulenhof, Teze, Soulas, Abels , Kun (Hattu '81), Frey (Daneels '75), Lundqvist, Duarte, Ćatić (Schoonbrood '62), Romero, Verreth | Van der Steen, Deijl, Kersten , Velkov , Khammas (Brouwers '63 ), Holla , Beltrame, Van der Winden, Bouyaghlafen, Sappinen (Felida '89), Marchioni (Van der Sande '74) |  |
| Stadion: Jan Louwers Stadion, Eindhoven Toeschouwers: 493 Luca Cantineau |          |               |              | Van de Meulenhof, Teze, Soulas, Abels , Kun (Hattu '81), Frey (Daneels '75), Lundqvist, Duarte, Ćatić (Schoonbrood '62), Romero, Verreth | Van der Steen, Deijl, Kersten , Velkov , Khammas (Brouwers '63 ), Holla , Beltrame, Van der Winden, Bouyaghlafen, Sappinen (Felida '89), Marchioni (Van der Sande '74) |  |
| Stadion: Jan Louwers Stadion, Eindhoven Toeschouwers: 493 Luca Cantineau |          |               |              | Van de Meulenhof, Teze, Soulas, Abels , Kun (Hattu '81), Frey (Daneels '75), Lundqvist, Duarte, Ćatić (Schoonbrood '62), Romero, Verreth | Van der Steen, Deijl, Kersten , Velkov , Khammas (Brouwers '63 ), Holla , Beltrame, Van der Winden, Bouyaghlafen, Sappinen (Felida '89), Marchioni (Van der Sande '74) |  |
|                                                                          |          |               |              | | |  |

| Speelronde 13: 9 november 2018, 20:00 uur                                  | RKC Waalwijk              | 3 - 5 (1 - 4) | Jong PSV                                          | Opstelling RKC Waalwijk | Opstelling Jong PSV |  |
| Stadion: Mandemakers Stadion, Waalwijk Toeschouwers: 2.634 Wesli de Cremer | Seys 15' Hansson 52', 82' |               | 6', 39' Gakpo 17', 53' Piroe 31' (pen.) Lundqvist | Zielschot, Gaari , Van Weert, Meulensteen, Quasten, Mulder , Vermeulen (Baggerman '74), Hansson, Seys , Maatsen (Bergkamp '56), Koenraat (Walian '56 ) | Van Osch, Teze, Abels, Obispo , Kun (Wallenburg '85), Rigo (Frey '46), Lundqvist, Duarte, Verreth, Piroe (Ćatić '80), Gakpo |  |
| Stadion: Mandemakers Stadion, Waalwijk Toeschouwers: 2.634 Wesli de Cremer |                           |               |                                                   | Zielschot, Gaari , Van Weert, Meulensteen, Quasten, Mulder , Vermeulen (Baggerman '74), Hansson, Seys , Maatsen (Bergkamp '56), Koenraat (Walian '56 ) | Van Osch, Teze, Abels, Obispo , Kun (Wallenburg '85), Rigo (Frey '46), Lundqvist, Duarte, Verreth, Piroe (Ćatić '80), Gakpo |  |
| Stadion: Mandemakers Stadion, Waalwijk Toeschouwers: 2.634 Wesli de Cremer |                           |               |                                                   | Zielschot, Gaari , Van Weert, Meulensteen, Quasten, Mulder , Vermeulen (Baggerman '74), Hansson, Seys , Maatsen (Bergkamp '56), Koenraat (Walian '56 ) | Van Osch, Teze, Abels, Obispo , Kun (Wallenburg '85), Rigo (Frey '46), Lundqvist, Duarte, Verreth, Piroe (Ćatić '80), Gakpo |  |
|                                                                            |                           |               |                                                   | | |  |

| Speelronde 14: 19 november 2018, 18:30 uur                       | Jong PSV                        | 3 - 1 (1 - 0) | Jong AZ     | Opstelling Jong PSV | Opstelling Jong AZ |  |
| Stadion: De Herdgang, Eindhoven Toeschouwers: 412 Marc Nagtegaal | Ramselaar 33' Romero 48', 90+4' |               | 87' Oosting | Van Osch, Wallenburg, Teze, Soulas, Kun (Theunissen '77), Rigo, Ramselaar, Duarte , Lundqvist (Daneels '86), Romero, Verreth (Aboukhlal '59) | Roggeveen, Sedláček, Church (Jo. Jacobs '58), Bakker, Savastano, Kramer, Taabouni, Ja. Jacobs (Kunst '46), Kaandorp (Oosting '77), Duin, Dekker |  |
| Stadion: De Herdgang, Eindhoven Toeschouwers: 412 Marc Nagtegaal |                                 |               |             | Van Osch, Wallenburg, Teze, Soulas, Kun (Theunissen '77), Rigo, Ramselaar, Duarte , Lundqvist (Daneels '86), Romero, Verreth (Aboukhlal '59) | Roggeveen, Sedláček, Church (Jo. Jacobs '58), Bakker, Savastano, Kramer, Taabouni, Ja. Jacobs (Kunst '46), Kaandorp (Oosting '77), Duin, Dekker |  |
| Stadion: De Herdgang, Eindhoven Toeschouwers: 412 Marc Nagtegaal |                                 |               |             | Van Osch, Wallenburg, Teze, Soulas, Kun (Theunissen '77), Rigo, Ramselaar, Duarte , Lundqvist (Daneels '86), Romero, Verreth (Aboukhlal '59) | Roggeveen, Sedláček, Church (Jo. Jacobs '58), Bakker, Savastano, Kramer, Taabouni, Ja. Jacobs (Kunst '46), Kaandorp (Oosting '77), Duin, Dekker |  |
|                                                                  |                                 |               |             | | |  |

| Speelronde 15: 23 november 2018, 20:00 uur                                | Sparta Rotterdam | 0 - 0 (0 - 0) | Jong PSV | Opstelling Sparta Rotterdam | Opstelling Jong PSV |  |
| Stadion: Het Kasteel, Rotterdam Toeschouwers: 10.022 Jannick van der Laan |                  |               |          | Kortsmit, Saksela, Wuytens, Wijnaldum, Martis (Alberto '56), Breinburg (El Kachati '66), Auassar, D. Duarte, Harroui , Veldwijk , Dervişoğlu (Alhaft '80) | Van Osch, Teze, Soulas, Obispo , Theunissen, Sadílek, Verreth (Daneels '77), L. Duarte, Aboukhlal, Romero (Schoonbrood '76), Piroe |  |
| Stadion: Het Kasteel, Rotterdam Toeschouwers: 10.022 Jannick van der Laan |                  |               |          | Kortsmit, Saksela, Wuytens, Wijnaldum, Martis (Alberto '56), Breinburg (El Kachati '66), Auassar, D. Duarte, Harroui , Veldwijk , Dervişoğlu (Alhaft '80) | Van Osch, Teze, Soulas, Obispo , Theunissen, Sadílek, Verreth (Daneels '77), L. Duarte, Aboukhlal, Romero (Schoonbrood '76), Piroe |  |
| Stadion: Het Kasteel, Rotterdam Toeschouwers: 10.022 Jannick van der Laan |                  |               |          | Kortsmit, Saksela, Wuytens, Wijnaldum, Martis (Alberto '56), Breinburg (El Kachati '66), Auassar, D. Duarte, Harroui , Veldwijk , Dervişoğlu (Alhaft '80) | Van Osch, Teze, Soulas, Obispo , Theunissen, Sadílek, Verreth (Daneels '77), L. Duarte, Aboukhlal, Romero (Schoonbrood '76), Piroe |  |
|                                                                           |                  |               |          | | |  |

| Speelronde 16: 3 december 2018, 20:00 uur                          | Jong PSV                                        | 5 - 1 (3 - 0) | Go Ahead Eagles | Opstelling Jong PSV | Opstelling Go Ahead Eagles |  |
| Stadion: Jan Louwers Stadion, Eindhoven Toeschouwers: 529 Alex Bos | Gakpo 19', 53', 83' Aboukhlal 40' Lundqvist 44' |               | 50' Werkhoven   | Van Osch, Teze , Soulas, Obispo , Kun, Frey (Schoonbrood '24), Lundqvist, Duarte, Aboukhlal (Daneels '81), Piroe (Ćatić '73), Gakpo | Verhulst, Lelieveld, Bosz (Džepar '46), Veldmate , Baas , Stans, Van Moorsel, Van der Venne (Werkhoven '46), Bakx, Verheydt (Bliek '85), Navrátil |  |
| Stadion: Jan Louwers Stadion, Eindhoven Toeschouwers: 529 Alex Bos |                                                 |               |                 | Van Osch, Teze , Soulas, Obispo , Kun, Frey (Schoonbrood '24), Lundqvist, Duarte, Aboukhlal (Daneels '81), Piroe (Ćatić '73), Gakpo | Verhulst, Lelieveld, Bosz (Džepar '46), Veldmate , Baas , Stans, Van Moorsel, Van der Venne (Werkhoven '46), Bakx, Verheydt (Bliek '85), Navrátil |  |
| Stadion: Jan Louwers Stadion, Eindhoven Toeschouwers: 529 Alex Bos |                                                 |               |                 | Van Osch, Teze , Soulas, Obispo , Kun, Frey (Schoonbrood '24), Lundqvist, Duarte, Aboukhlal (Daneels '81), Piroe (Ćatić '73), Gakpo | Verhulst, Lelieveld, Bosz (Džepar '46), Veldmate , Baas , Stans, Van Moorsel, Van der Venne (Werkhoven '46), Bakx, Verheydt (Bliek '85), Navrátil |  |
|                                                                    |                                                 |               |                 | | |  |

| Speelronde 17: 10 december 2018, 20:00 uur                       | Jong PSV  | 1 - 2 (1 - 1) | SC Cambuur                      | Opstelling Jong PSV | Opstelling SC Cambuur |  |
| Stadion: De Herdgang, Eindhoven Toeschouwers: 283 Freek van Herk | Gakpo 23' |               | 13' Schindler 84' (pen.) Maulun | Van de Meulenhof, Wallenburg , Frey, Soulas, Kun , Lundqvist, Ramselaar, Duarte , Daneels (Theunissen '62), Ćatić (Schoonbrood '33) (Verreth '82), Gakpo | Mous, Van Wermeskerken, Steenvoorden, Schilder , Sambissa, Kallon, Schindler (Conraad '69 ), Van Kippersluis (Rossi '79), Van den Beemt , Maulun (Schils '88), Robertha |  |
| Stadion: De Herdgang, Eindhoven Toeschouwers: 283 Freek van Herk |           |               |                                 | Van de Meulenhof, Wallenburg , Frey, Soulas, Kun , Lundqvist, Ramselaar, Duarte , Daneels (Theunissen '62), Ćatić (Schoonbrood '33) (Verreth '82), Gakpo | Mous, Van Wermeskerken, Steenvoorden, Schilder , Sambissa, Kallon, Schindler (Conraad '69 ), Van Kippersluis (Rossi '79), Van den Beemt , Maulun (Schils '88), Robertha |  |
| Stadion: De Herdgang, Eindhoven Toeschouwers: 283 Freek van Herk |           |               |                                 | Van de Meulenhof, Wallenburg , Frey, Soulas, Kun , Lundqvist, Ramselaar, Duarte , Daneels (Theunissen '62), Ćatić (Schoonbrood '33) (Verreth '82), Gakpo | Mous, Van Wermeskerken, Steenvoorden, Schilder , Sambissa, Kallon, Schindler (Conraad '69 ), Van Kippersluis (Rossi '79), Van den Beemt , Maulun (Schils '88), Robertha |  |
|                                                                  |           |               |                                 | | |  |

2013/14 · 2014/15 · 2015/16 · 2016/17 · 2017/18 · 2018/19 · 2019/20 · 2020/21 · 2021/22 · 2022/23 · 2023/24 · 2024/25
Almere City FC ·
SC Cambuur ·
FC Den Bosch ·
FC Dordrecht ·
FC Eindhoven ·
Go Ahead Eagles ·
Helmond Sport ·
Jong Ajax ·
Jong AZ ·
Jong PSV ·
Jong FC Utrecht ·
MVV Maastricht ·
N.E.C. ·
RKC Waalwijk ·
Roda JC Kerkrade ·
Sparta Rotterdam ·
Telstar ·
TOP Oss ·
FC Twente ·
FC Volendam